# Voyage aux Indes Orientales
Voyage aux Indes Orientales (abreviado Voy. Ind. Orient.) es un libro con ilustraciones y descripciones botánicas que fue escrito por el naturalista y explorador francés Pierre Sonnerat y publicado en 2 volúmenes en el año 1782, con una segunda edición en el año 1806.